# 2026-os labdarúgó-világbajnokság-selejtező (CAF – C csoport)
A 2026-os labdarúgó-világbajnokság afrikai selejtezőjének C csoportjának mérkőzéseit 2023 novembere és 2025 októbere között játsszák.
A csoportban Nigéria, a Dél-afrikai Köztársaság, Benin, Zimbabwe, Ruanda és Lesotho szerepel. A csoport győztese kijut a világbajnokságra. A csoport második helyezettjének lehetősége van a rájátszásba kerülni és játszani az interkontinentális pótselejtezőért, ha a legjobb négy második helyezett között végez.

## Tabella
| Hely. | Csapat                  | M | Gy | D | V | G+ | G– | Gk | P | Továbbjutás                                |     | Ruanda | Dél-afrikai Köztársaság | Benin | Lesotho | Nigéria | Zimbabwe |
| ----- | ----------------------- | - | -- | - | - | -- | -- | -- | - | ------------------------------------------ | --- | ------ | ----------------------- | ----- | ------- | ------- | -------- |
| 1.    | Ruanda                  | 4 | 2  | 1 | 1 | 3  | 1  | +2 | 7 | Kijut a 2026-os labdarúgó-világbajnokságra |     | —      | 2–0                     | –     | –       | –       | 0–0      |
| 2.    | Dél-afrikai Köztársaság | 4 | 2  | 1 | 1 | 6  | 5  | +1 | 7 | A rájátszás lehetséges résztvevője         |     | –      | —                       | 2–1   | –       | –       | 3–1      |
| 3.    | Benin                   | 4 | 2  | 1 | 1 | 4  | 3  | +1 | 7 |                                            |     | 1–0    | –                       | —     | –       | 2–1     | –        |
| 4.    | Lesotho                 | 4 | 1  | 2 | 1 | 3  | 2  | +1 | 5 |                                            | 0–1 | –      | 0–0                     | —     | –       | –       |          |
| 5.    | Nigéria                 | 4 | 0  | 3 | 1 | 4  | 5  | −1 | 3 |                                            | –   | 1–1    | –                       | 1–1   | —       | –       |          |
| 6.    | Zimbabwe                | 4 | 0  | 2 | 2 | 2  | 6  | −4 | 2 |                                            | –   | –      | –                       | 0–2   | 1–1     | —       |          |

## Mérkőzések
| 2023. november 15. 15:00 (UTC+2) |

| Ruanda | 0–0         | Zimbabwe |
| ------ | ----------- | -------- |
|        | Jegyzőkönyv |          |

| Stade Huye, Butare Nézőszám: 7500 Játékvezető: Mohamed Ali Moussa (nigeri) |

| 2023. november 16. 17:00 (UTC+1) |

| Nigéria   | 1–1               | Lesotho      |
| --------- | ----------------- | ------------ |
| Ajayi 67' | (0–0) Jegyzőkönyv | Mkwanazi 56' |

| Godswill Akpabio Nemzetközi Stadion, Uyo Játékvezető: Mehrez Malki (tunéziai) |

| 2023. november 18. 15:00 (UTC+2) |

| Dél-afrikai Köztársaság | 2–1               | Benin      |
| ----------------------- | ----------------- | ---------- |
| Tau 2' Mudau 45+2'      | (2–0) Jegyzőkönyv | Mounié 70' |

| Moses Mabhida Stadium, Durban Játékvezető: Mahmood Ismail (szudáni) |

| 2023. november 19. 15:00 (UTC+2) |

| Zimbabwe   | 1–1               | Nigéria       |
| ---------- | ----------------- | ------------- |
| Musona 26' | (1–0) Jegyzőkönyv | Iheanacho 67' |

| Stade Huye, Butare (Ruanda) Nézőszám: 2876 Játékvezető: Souleiman Ahmed Djama (dzsibuti) |

| 2023. november 21. 15:00 (UTC+2) |

| Lesotho | 0–0         | Benin |
| ------- | ----------- | ----- |
|         | Jegyzőkönyv |       |

| Moses Mabhida Stadium, Durban (Dél-afrikai Köztársaság) Nézőszám: 1000 Játékvezető: Tsegay Mogos Teklu (eritreai) |

| 2023. november 21. 15:00 (UTC+2) |

| Ruanda                 | 2–0               | Dél-afrikai Köztársaság |
| ---------------------- | ----------------- | ----------------------- |
| Nshuti 12' Mugisha 28' | (2–0) Jegyzőkönyv |                         |

| Stade Huye, Butare Játékvezető: Amin Omar (egyiptomi) |

| 2024. június 6. 19:00 (UTC±0) |

| Benin     | 1–0               | Ruanda |
| --------- | ----------------- | ------ |
| Dokou 37' | (1–0) Jegyzőkönyv |        |

| Felix Houphouet Boigny Stadion, Abidjan (Elefántcsontpart) Nézőszám: 3600 Játékvezető: Dahane Beida (mauritániai) |

| 2024. június 7. 15:00 (UTC+2) |

| Zimbabwe | 0–2               | Lesotho                       |
| -------- | ----------------- | ----------------------------- |
|          | (0–2) Jegyzőkönyv | Rasethuntša 21' Thabantso 31' |

| Orlando Stadion, Johannesburg (Dél-afrikai Köztársaság) Játékvezető: Thulani Sibandze (szváziföldi) |

| 2024. június 7. 20:00 (UTC+1) |

| Nigéria          | 1–1               | Dél-afrikai Köztársaság |
| ---------------- | ----------------- | ----------------------- |
| Dele-Bashiru 46' | (0–1) Jegyzőkönyv | Zwane 29'               |

| Godswill Akpabio Nemzetközi Stadion, Uyo Játékvezető: Alhadi Allaou Mahamat (csádi) |

| 2024. június 10. 16:00 (UTC±0) |

| Benin                      | 2–1               | Nigéria      |
| -------------------------- | ----------------- | ------------ |
| J. Dossou 37' Mounié 45+3' | (2–1) Jegyzőkönyv | Onyedika 27' |

| Felix Houphouet Boigny Stadion, Abidjan (Elefántcsontpart) Nézőszám: 9000 Játékvezető: Pierre Atcho (gaboni) |

| 2024. június 11. 18:00 (UTC+2) |

| Dél-afrikai Köztársaság   | 3–1               | Zimbabwe   |
| ------------------------- | ----------------- | ---------- |
| Rayners 1' Morena 55' 76' | (1–1) Jegyzőkönyv | Chirewa 2' |

| Free State Stadion, Bloemfontein Játékvezető: Mohamed Maarouf Eid Mansour (egyiptomi) |

| 2024. június 11. 18:00 (UTC+2) |

| Lesotho | 0–1               | Ruanda      |
| ------- | ----------------- | ----------- |
|         | (0–0) Jegyzőkönyv | Kwizera 67' |

| Moses Mabhida Stadion, Durban (Dél-afrikai Köztársaság) Nézőszám: 2000 Játékvezető: Aklesso Gnama (togói) |

| 2025. március 20. 18:00 (UTC+2) |

| Zimbabwe               | 2–2               | Sablon:Country data EN} |
| ---------------------- | ----------------- | ----------------------- |
| Munetsi 44' Musona 59' | (1–2) Jegyzőkönyv | Mounié 12' Dokou 35'    |

| Moses Mabhida Stadion, Durban (Dél-afrikai Köztársaság) Nézőszám: 5000 Játékvezető: Bamlak Tessema Weyesa (etióp) |

| 2025. március 21. 18:00 (UTC+2) |

| Dél-afrikai Köztársaság | 2–0               | Lesotho |
| ----------------------- | ----------------- | ------- |
| Mofokeng 60' Adams 64'  | (0–0) Jegyzőkönyv |         |

| Peter Mokaba Stadion, Polokwane Nézőszám: 25 000 Játékvezető: Mohamed Diraneh Guedi (dzsibuti) |

| 2025. március 21. 18:00 (UTC+2) |

| Ruanda | 0–2               | Nigéria           |
| ------ | ----------------- | ----------------- |
|        | (0–2) Jegyzőkönyv | Osimhen 11' 45+3' |

| Amahoro Stadion, Kigali Játékvezető: Jalal Jayed (marokkói) |

| 2025. március 25. 16:00 (UTC±0) |

| Benin | 0–2               | Dél-afrikai Köztársaság |
| ----- | ----------------- | ----------------------- |
|       | (0–0) Jegyzőkönyv | Foster 53' Adams 84'    |

| Felix Houphouet Boigny Stadion, Abidjan (Elefántcsontpart) Nézőszám: 786 Játékvezető: Dahane Beida (mauritániai) |

| 2025. március 25. 17:00 (UTC+1) |

| Nigéria     | 1–1               | Zimbabwe    |
| ----------- | ----------------- | ----------- |
| Osimhen 74' | (0–0) Jegyzőkönyv | Chirewa 90' |

| Godswill Akpabio International Stadion, Uyo Játékvezető: Tsegay Mogos Teklu (eritreai) |

| 2025. március 25. 18:00 (UTC+2) |

| Ruanda      | 1–1               | Lesotho      |
| ----------- | ----------------- | ------------ |
| Kwizera 58' | (0–0) Jegyzőkönyv | Fothoane 82' |

| Amahoro Stadion, Kigali Nézőszám: 43 000 Játékvezető: Antoine Effa (kameruni) |

| 2025. szeptember |

| Benin | – | Zimbabwe |
| ----- | - | -------- |
|       |   |          |

|  |

| 2025. szeptember |

| Lesotho | – | Dél-afrikai Köztársaság |
| ------- | - | ----------------------- |
|         |   |                         |

|  |

| 2025. szeptember |

| Nigéria | – | Ruanda |
| ------- | - | ------ |
|         |   |        |

|  |

| 2025. szeptember |

| Dél-afrikai Köztársaság | – | Nigéria |
| ----------------------- | - | ------- |
|                         |   |         |

|  |

| 2025. szeptember |

| Benin | – | Lesotho |
| ----- | - | ------- |
|       |   |         |

|  |

| 2025. szeptember |

| Zimbabwe | – | Ruanda |
| -------- | - | ------ |
|          |   |        |

|  |

| 2025. október |

| Lesotho | – | Nigéria |
| ------- | - | ------- |
|         |   |         |

|  |

| 2025. október |

| Zimbabwe | – | Dél-afrikai Köztársaság |
| -------- | - | ----------------------- |
|          |   |                         |

|  |

| 2025. október |

| Ruanda | – | Benin |
| ------ | - | ----- |
|        |   |       |

|  |

| 2025. október |

| Dél-afrikai Köztársaság | – | Ruanda |
| ----------------------- | - | ------ |
|                         |   |        |

|  |

| 2025. október |

| Lesotho | – | Zimbabwe |
| ------- | - | -------- |
|         |   |          |

|  |

| 2025. október |

| Nigéria | – | Benin |
| ------- | - | ----- |
|         |   |       |

|  |